# Athemistus rugosulus
Athemistus rugosulus är en skalbaggsart som först beskrevs av Guérin-Méneville 1831.  Athemistus rugosulus ingår i släktet Athemistus och familjen långhorningar. Inga underarter finns listade.